# 豪迈尔·拉斯洛
豪迈尔·拉斯洛（匈牙利語：Hammerl László，1942年2月15日—2024年5月3日），匈牙利男子射击运动员。他曾代表匈牙利参加1964年、1968年、1972年和1976年夏季奥林匹克运动会射击比赛，共获得一枚金牌、一枚银牌和一枚铜牌。